# يونيون بيرسون إكسبريس
يونيون بيرسون إكسبريس هو خط سكك حديدية يربط بين محطة يونيون للقطارات في وسط تورونتو ومطار تورنتو بيرسون الدولي. بدء تشغيل الخط في 6 يونيو 2015 بالتزامن مع دورة الألعاب الأمريكية 2015. يقطع القطار المسافة بين محطة يونيون ومطار بيرسون في 25 دقيقة. يبلغ زمن التقاطر 15 دقيقة ويعمل الخط جميع أيام الأسبوع. صرح المسئولون في إعلان بدء العمل بالخط أنه من المُتوقع أن يخدم الخط 2.35 مليون راكب سنويًا ويقلل 1.2 مليون رحلة بالسيارة في العام الأول من تشغيله.